# سيونغمي
سيونغمي (بالإنجليزية: Xiongmei)‏ هي بلدة تقع في الصين في Xainza County. يقدر عدد سكانها وترتفع عن سطح البحر 4,644 متر.